# Böhm Kristóf
Böhm Kristóf (Bohemus Kristóf) (Radeberg, 1626. szeptember 24. – Lőcse, 1660. március 19.) evangélikus lelkész.

## Élete
Atyja Böhm János városbiró volt; 1641-ben a meißeni iskolában tanult és innét 1644. június 28.-án Wittenbergba ment, ahol másfél évet töltött. Előbb szülővárosában tanított, 1649-től három évig Jénában az egyetemet látogatta és 1650-ben magisteri rangot nyert. 1653. augusztus 27.-én meghívták a pozsonyi evangélikus főiskola igazgatására. Innen 1658 júniusában Lőcsére ment lelkésznek.

## Munkái
- Dissertatio IV. compendii theologici de Deo et attributis divinis. Vittebergae, 1650.
- Dissertatio XVI. de iustificatione et bonis operibus. Uo. 1650.
- Beantwortung der Unchristlichen, und mehr den Heydnischen, doch sehr gemeinen Frage, Woher ich gewiss sey, dass heutige Bibel, oder Heilige Schrift von Gott? Trencsén, év n. (1658 előtt.)